# Manila (Arkansas)
Manila – miasto w Stanach Zjednoczonych, w stanie Arkansas, w hrabstwie Mississippi.